# Megaspiridae
Megaspiridae zijn een familie van weekdieren uit de klasse van de Gastropoda (slakken).

## Geslacht
- Coelocion Pilsbry, 1904